# دژ هالیدزور
دژ هالیدزور (ارمنی: Հալիձորի բերդ) نام دژی در کناره غربی شهر کاپان ارمنستان در استان سیونیک است.
این دژ بر روی تپه‌ای در جنوب رود وُغجی قرار گرفته است. این ساختمان در اوایل سده ۱۷ به‌عنوان یک صومعه ساخته شده بود و بعدها به عنوان یک دژ برای خاندان ملیک پارسادانیان به کار گرفته شد.
دژ هالیدزور در سال ۱۷۲۰ مرکز نبردهای آزادی‌بخش شد.